# Poplze (hradiště)
Poplze jsou opevněné pravěké sídliště na východním okraji stejnojmenné vesnice u Libochovic v okrese Litoměřice. Místo bylo osídleno snad již v neolitu, eneolitu a v průběhu mladší doby bronzové bylo opevněno.

## Historie
Nejstarší archeologické nálezy pochází z období starého paleolitu. Neolitické osídlení je zastoupeno ojedinělými nálezy broušených kamenných nástrojů, které mohou souviset s některými nedatovanými objekty na lokalitě, ale může jít také jen o náhodně ztracené předměty. Eneolitickou kulturu nálevkovitých pohárů zastupuje nález jediného střepu a podobně jeden zdobený střep pochází z období kultury kulovitých amfor. Osídlení v mladším a pozdním eneolitu dokládají hrobové nálezy, které patří kultuře se šňůrovou keramikou a protoúnětické kultuře.
Lid únětické kultury lokalitu osídlil během střední doby bronzové, do jejíhož přelomu s pozdní dobou bronzovou spadá období nejintenzivnějšího osídlení. Z této doby pochází nálezy mohylovo-knovízské kultury a v menší míře také štítarské kultury. Po ní už místo osídleno nebylo, ale jeden nalezený hrob pochází také ze starší doby římské.

## Stavební podoba

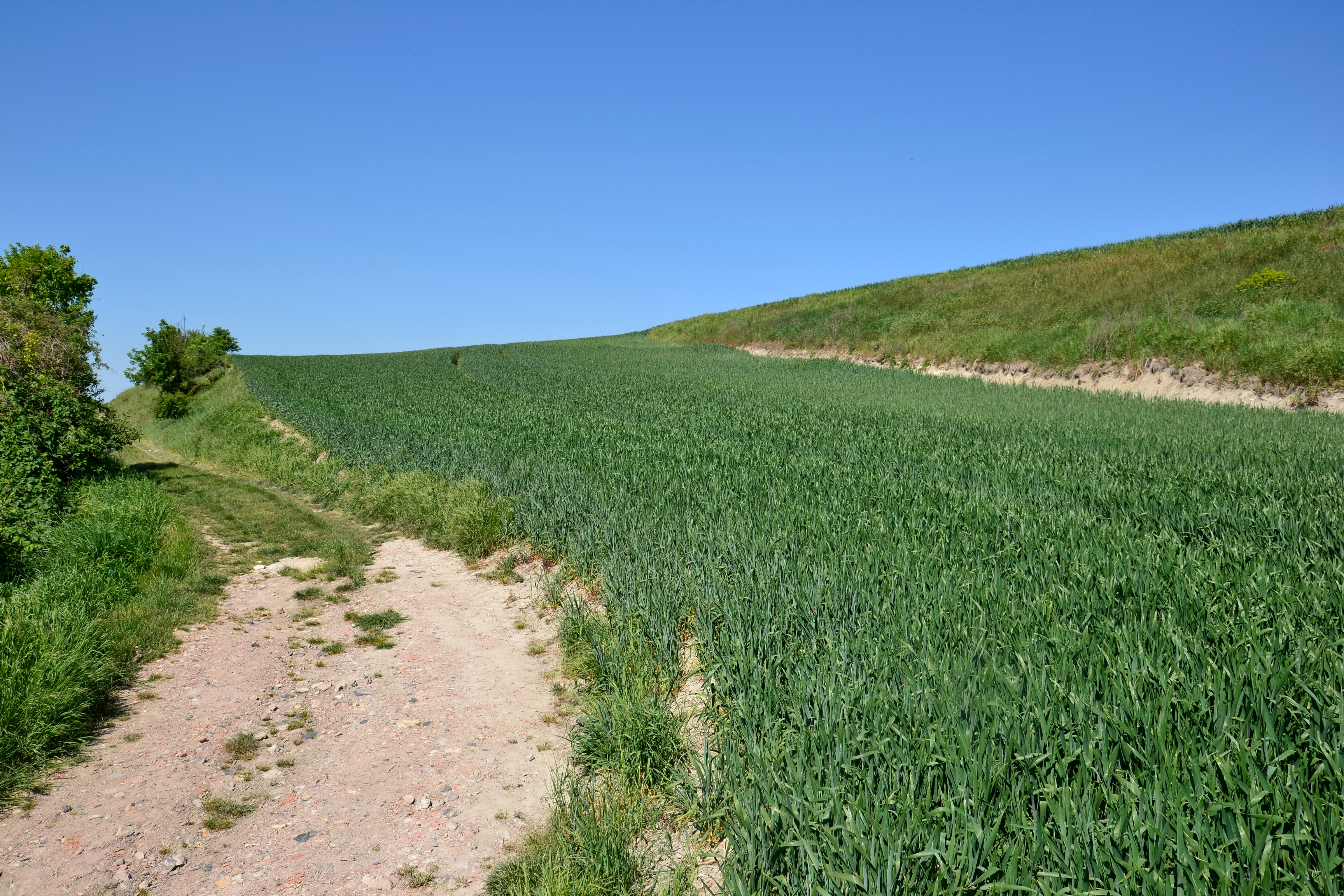
Terasy na jižním okraji vrcholové plošiny

Hradiště se nacházelo na návrší zvaném Vinička. Celý areál měří asi sedm hektarů, ale původně opevněná plocha má rozlohu okolo tří hektarů. Viditelné stopy opevnění zcela zanikly, ale při výstavbě vodovodu v roce 1962 byl odkryt čtrnáct metrů široký a 2,2 metru hluboký příkop, na jehož vnitřní straně byly zachyceny kůlové jámy, které mohou být pozůstatkem palisády nebo nějaké složitější hradby. Podle nalezené keramiky byl příkop vyhlouben nejspíše v období knovízské kultury.